# Parafia Trójcy Przenajświętszej w Wiśniczach
Parafia Trójcy Przenajświętszej w Wiśniczach – należy do diecezji gliwickiej (dekanat Toszek).

## Zasięg parafii
Do parafii należą wierni z następujących miejscowości: Wiśnicze (ul. Wiejska), Błażejowice (ul. Wiejska), Gajowice (ul. Wiejska), Radonia (ulice: Brzozowa, Główna, Osiedlowa, Sportowa, Stawowa, Szkolna i Zamkowa) i Raduń (ul. Wiejska).